# Louis Armand Adam
Louis Armand Adam, foi um frei franciscano francês que nasceu no dia 19 de Dezembro de 1741 em Rouen. Durante a Revolução Francesa, ele foi morto em 1794 em Rochefort, no evento que depois ficaria conhecido como Martírio dos Portões de Rochefort. O Papa João Paulo II em 1995, aprovou a sua beatificação.

## Biografia

### Vida e Martírio
Louis Armand Adam nasceu no dia 19 de Dezembro de 1741 em Rouen, quando sentiu sua vocação religiosa, ele ingressou na Ordem dos Frades Menores Conventuais no dia 1º de setembro de 1761. Na Ordem,  emitiu a profissão religiosa após o noviciado e foi ordenado sacerdote após concluir os estudos teológicos. 
Na Revolução Francesa, ele teve que deixar seu convento e ir morar em Rouen, na Barbet Street, onde foi preso em 12 de abril de 1793. Ele recusou a Constituição Civil do Clero durante a Revolução Francesa, que obrigava os clérigos a prestar juramento e se tornarem funcionários públicos do Estado. Devido a sua atitude é deportado para os Pontões de Rochefort em Março de 1794, onde muitos padres eram presos, torturados e deportados para Guiana Francesa. Embarcado em Les Deux Associés, ele se dedicou à oração, mantendo um grande silêncio e tendo uma paciência admirável com todas as misérias ali sofridas. Ele morreu sagrado no dia 13 de julho de 1794, devido as torturas sofridas e foi sepultado na ilha de Aix.
Acredita-se que nesse local passaram 829 sacerdotes católicos, onde destes, 547 morreram entre 11 de abril de 1794 e 7 de fevereiro de 1795. O Papa João Paulo II declarou no dia 1 de Outubro de 1995, 64 beatos, entre eles Nicolas Savouret.